# Theorem von Belevitch
Das Theorem von Belevitch (englisch Belevitch's theorem) ist ein nach Vitold Belevitch benannter und in der elektrischen Schaltungstheorie verwendeter Lehrsatz, um festzustellen, ob eine gegebene S-Matrix eines Zweitors grundsätzlich verlustfrei und rational realisierbar ist.
Verlustfrei bedeutet in diesem Zusammenhang, dass sich das Zweitor im Inneren nur durch ideale Kondensatoren und Spulen ohne verlustbehaftete ohmsche Widerstände realisieren lässt. Rational bedeutet, dass zur Beschreibung der  S-Matrix nur rationale Funktionen zum Einsatz kommen. Implizit ist damit festgelegt, dass im Zweitor nur konzentrierte Bauelemente (diskrete Bauelemente) in Form von Kondensatoren und Spulen vorkommen.

## Allgemeines
Die gegebene S-Matrix eines Zweitors {\displaystyle \mathbf {S} (s)} vom Grad {\displaystyle d} ist in der Form:
{\displaystyle \mathbf {S} (s)={\begin{bmatrix}s_{11}&s_{12}\\s_{21}&s_{22}\end{bmatrix}}}
mit {\displaystyle s} der komplexen Frequenz, im eingeschwungenen Zustand reduziert sich {\displaystyle s} auf {\displaystyle \mathrm {j} \omega }, mit der Kreisfrequenz {\displaystyle \omega }. Der Grad {\displaystyle d} gibt, bei Existenz, die Anzahl der im Zweitor enthaltenen konzentrierten Kondensatoren und Spulen an.
Das Theorem von Belevitch sagt nun aus, dass ein solcher, verlustfreier und rationaler Zweitor {\displaystyle \mathbf {S} (s)} dann und nur dann existiert, wenn die S-Matrix sich in folgender Form darstellen lässt:
{\displaystyle \mathbf {S} (s)={\frac {1}{g(s)}}{\begin{bmatrix}h(s)&f(s)\\\pm f(-s)&\mp h(-s)\end{bmatrix}}}
mit folgenden Bedingungen:
1. {\displaystyle f(s)}, {\displaystyle g(s)} und {\displaystyle h(s)} sind reellen Polynome
2. {\displaystyle g(s)} ist ein Hurwitzpolynom vom Grad kleiner oder gleich {\displaystyle d}.
3. {\displaystyle g(s)g(-s)=f(s)f(-s)+h(s)h(-s)}

für alle {\displaystyle s\in \mathbb {C} }.